# Calophyllum archipelagi
Calophyllum archipelagi är en tvåhjärtbladig växtart som beskrevs av P.F. Stevens. Calophyllum archipelagi ingår i släktet Calophyllum och familjen Calophyllaceae. Inga underarter finns listade i Catalogue of Life.